# Horst Chmiel
Horst Chmiel (* 20. April 1940 in Königshütte, Oberschlesien) ist ein Verfahrenstechniker.

## Biographie
Horst Chmiel studierte Verfahrenstechnik an der RWTH Aachen, an der er zugleich promovierte und auch habilitierte. In den Jahren 1976–1992 war er Leiter des Fraunhofer-Instituts für Grenzflächen- und Bioverfahrenstechnik in Stuttgart. In den Jahren 1986–1992 war Horst Chmiel Ordinarius für das Fach Bioprozesstechnik an der Universität Stuttgart. Seit dem Jahr 1992 bis 2005 war er Professor für Prozesstechnik an der Universität Saarbrücken, 2005 wurde er emeritiert.
Zudem ist er wissenschaftlicher Direktor der Gesellschaft für umweltkompatible Prozesstechnik GmbH (UPT) in Saarbrücken.

## Belege
1. ↑  Festakt zur Verabschiedung von Universitätsprofessor Dr. Ing. habil. Horst Chmiel. Pressemitteilung der Universität des Saarlandes, Informationsdienst Wissenschaft (idw), 24. Juni 2005.